# アントニオ小猪木
アントニオ小猪木（アントニオ こいのき、1971年8月22日 - ）は、日本のお笑いタレント。プロレスラー。
埼玉県志木市出身。西口エンタテインメント所属。身長158cm、体重55kg、血液型はB型。
かつてはウクレレえいじ、長州小力、スギタヒロシ、佐々木孫悟空らと共に、5人組コントグループ『ラヴ兄弟』という名前で浅井企画に所属していた。
アントニオ小猪木のマネージャーを務めていたファニー猪木はアントニオ猪木の実の姪である（現在ファニー猪木は西口エンタテインメントを退社している）。

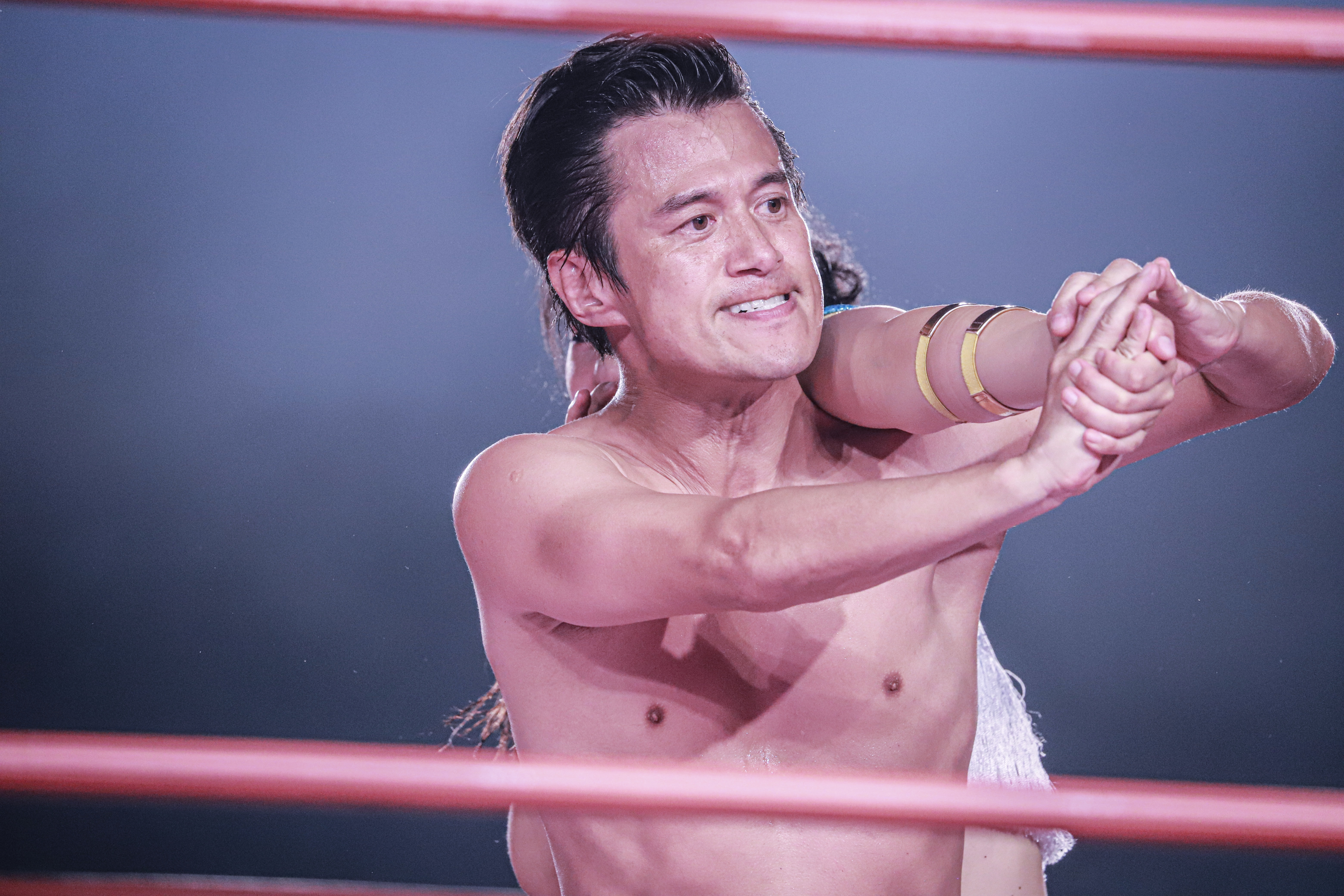
2022.07.13 BBJPro アントニオ小猪木選手 大桟橋ホール

## 人物
- 生まれは埼玉県上尾市である。

- 健脚の持ち主としても知られ、『オールスター感謝祭 '07秋』の赤坂5丁目ミニマラソンで優勝している（ハンデなしの一般男子枠で2度目の参加で優勝）。ちなみのこの時の「100万円山分けクイズ」では誰も賭けていなかったため、珍しく予想が外れた回となった。

- 2012年3月の1,2,3日に声帯ポリープで入院したことが東京スポーツに掲載された。入院する数年前にも東スポの「有名人の不健康診断」というコーナーで紹介され、病院で咽頭白板症、ポリープ様声帯と診断された。声が出なくなった原因はダァーッのしすぎらしい。

- RCサクセションの大ファンである。その他、ソウル、ファンク、ブルースなどのブラックミュージックを好む。

- 2014年、かねてから交際していたファッションモデルの瓜谷はるみと結婚。同じくアントニオ猪木の物真似を行うアントキの猪木が、2009年に結婚した際には猪木の決め台詞「1、2、3ダァーッ！」に引っ掛け1月23日に婚姻届を提出したのに対し、12月3日に婚姻届を提出した。

- 2009年12月15日、東京・浅草木馬亭で日本喜劇人協会主催『喜劇ワークショップ講座』で、お笑いプロレスというジャンルの講師を務めた。

- 谷川真理ハーフマラソンや谷川真理駅伝にも猫ひろしらと共にレギュラー出場している。

- 2003年『月刊松金洋子』DVDに小力らと出演した。

- 週刊ゴングの「芸人コラム 〜プロレスに愛を込めて〜」（2005年 - 2006年）（三又忠久、ユリオカ超特Q、ケンドーコバヤシとリレー連載）を開始。続いて小猪木川柳「小猪木を探せ!」のコーナーも連載していた。

- 2009年2月より、アントニオ小猪木トークライブや講演を全国各地で開催している。

- 2012年1月27日から『アントニオ小猪木DVD 〜小闘魂11番勝負〜』がTCエンタテインメントより発売開始。

- 2013年7月21日アントニオ猪木の参院選当選に伴い、翌日のyahoo!ニューストピックスに影武者として応援していたアントニオ小猪木が掲載され、急上昇ワードに浮上した。

- 西口プロレスの解説者ユンボ安藤によると、小猪木は格闘技経験や習得が全くないらしい。

- 欽ちゃん劇団3期生として在籍していた。

### アントニオ猪木本人、及び猪木をモノマネする芸人との関係
- 『行列のできる法律相談所』や『人生が変わる1分間の深イイ話』などでのアントニオ猪木の再現VTRでアントニオ猪木役を小猪木が務めている。

- 2006年11月18日の『めちゃ²イケてるッ!』で本物のアントニオ猪木と共演し、番組のエンディングで、猪木から闘魂ビンタを受けた。

- 東スポでのコラムによると、同じくアントニオ猪木のものまねで有名な春一番にあいさつに行った際、春に「俺の目の前でものまねやってみろ」と言われたことがあるとのこと。ちなみにその時は小猪木が「勘弁してください。僕がやっているのは形態模写、春さんは声帯模写でジャンルが違いますから」と言ったところ、春は笑いながら「わかってるじゃねーか」と機嫌を直し、自分が猪木の服を仕立てている店を教えてくれたりしたらしい。

- アントキの猪木とコンビで番組に出演することもある（『ザ・イロモネア』など）。コンビ名は「イノキーズ」。

- 2008年4月22日、ニッポン放送『くりぃむしちゅーのオールナイトニッポン』で春一番、アントキの猪木とゲスト出演。くりぃむしちゅーの二人も皆、猪木ものまねをしてトークしたり、人生相談したりと最後まで全員が猪木に成り切った。

- 2009年2月20日、アントニオ猪木の誕生日パーティーで、アントニオ猪木、春一番、アントニオ小猪木、アントキの猪木の4人が同じステージに立ち、マスコミの前に初めて揃った。

- 2009年3月26日に放送した『とんねるずのみなさんのおかげでした』「第14回細かすぎて伝わらないモノマネ選手権」ではグラップラーたかしと喋る猪木と動く猪木でのダブル猪木モノマネで共演している。

- 2014年7月29日に西口プロレスにて開催された春一番の追悼試合において、アントキの猪木とタッグで出場。試合後に対戦相手の長州小力・ユリオカ超特Qらと10カウントゴングで故人の冥福を祈った。

### 西口プロレス、西口DXプロレス関連
- 西口プロレスのイベントでは、長州小力との対戦が人気カードの一つになっている。

- 2004年5月4、11日に放送されたテレビ東京系『裏ジャニ』の西口プロレスの特集で、長州小力と組んで関ジャニ∞の横山裕＆丸山隆平組と対戦した。

- 2008年1月23日に西口プロレス選手とゲストとの対戦をテーマにした自主興行『アントニオ小猪木興行』を開催し、鈴木みのると対戦。それをきっかけに西口プロレスは対ゲストをテーマに西口DXプロレスを発足。高山善廣、曙、小島聡、ウルティモ・ドラゴンとも対戦した。他のリングでは武藤敬司、ビッグバン・ベイダー、ザ・グレート・サスケ、新崎人生、辻結花らとも対戦している。

- 2009年4月27日の西口DXプロレスで藤原喜明と対戦。過去に藤原組関節技セミナーに通っており、タレント活動を始めた藤原喜明に弟子入り志願。初日に大遅刻で弟子入り失敗。その14年後に西口DXで対戦し、試合後に失敗談を告白するが、藤原は「覚えてない」と一蹴。この日は藤原の60回目の誕生日を小猪木がお祝いした。

- 2010年5月31日、西口DXプロレスにおいて天龍源一郎と一騎討ち。掌打、グーパンチ、喉笛チョップ、顔面蹴りなどを喰らい、歯を2本折られ、レフェリーの和田良覚が試合を止めて敗れた。それでも立ち上がる小猪木は西口プロレスの底力を見せつけ、新聞、雑誌等で高く評価された。顔面や首元には蹴られたシューズの紐跡も残った。天龍自身も小猪木を高く評価し、9日後の天龍プロジェクトに出場を果たした。

- 2010年10月25日、西口DXプロレスにおいて、ハチミツ二郎と組んで現役の第27代IWGPジュニアタッグ王者組の飯伏幸太&ケニー・オメガ組と対戦。小猪木&二郎組も西口タッグ王者組として（試合はノンタイトル）闘うも、かなりの名勝負を残し敗退。しかし、現役のIWGP王者を呼んだ事は西口プロレスにとって凄い大会となった。

### その他のイベントの対戦など
- JWP女子プロレスにおいて、ザ・グレート・カブキとの対決は名物カードとなっている。レフェリーを務めるTommyは中学時代の先輩にあたる。

- 2008年12月18日、後楽園ホールで行われた昭和プロレス第二弾でのバトルロイヤルで優勝をした。

- 2009年7月27日、東京・渋谷O-EASTでミノワマンと激突。ミノワマンはDREAMのスーパーハルクトーナメント中にもかかわらず、対極ともいえる西口マットに参戦。小猪木とガチンコ対決し、10秒アキレス腱固めでミノワマンが勝利。納得のいかない小猪木は再戦を要求。プロレスルールでの対決もミノワマンが勝利した。なお、この試合がミノワマンのプロレス初勝利となり、ネットニュースのニュースサイトにも話題となった。ちなみにミノワマンは年末に同トーナメントを優勝した。

- 2007年5月26日、MAKEHEN6岐阜・club-G大会でプロレス界の王座のアイアンマンヘビーメタル級王座を奪取し、第699代王者となる。

- 格闘技イベント「TRIBELATE」にレギュラー出場中。このリングでは積極的に異種格闘技戦にも挑戦。キックボクサーの新田明臣、我龍真吾らの各世界王者や元関取の若翔洋とも対戦している。

- 格闘技イベントGLADIATORでも多く出場している。女子格闘家との異種格闘技戦が多く、異性格闘技戦とも言われている。同大会ではハム・ソヒ、藪下めぐみ、長野美香らの女子総合格闘技王者と対決している。プロレスではダンプ松本と対戦。

- 2011年12月22日、伝説のキックボクサー藤原敏男の主催する藤原祭に初出場。小猪木は藤原敏男、初代タイガーマスクとタッグを組み、藤原喜明、男盛、元気マン組と対決した。

### テレビなどの番組エピソード
- 2005年10月17日に放送した日本テレビ『NNNニュースプラス1』の「エンタメ5」のコーナーで小猪木が紹介された際の握力検査で小猪木の握力は34kg。ちなみに小力も34kg。リポートした同コーナーキャスターの清原久美子が31kg、陣内貴美子も38kgあり、西口プロレスの屋台骨の二人は握力が女子の平均くらいしかなかった。

- 2007年5月21日、日本テレビ系『嵐の宿題くん』の「借り物ミニ運動会」の企画で日本テレビ内の控室にいたところを嵐の大野智にスタジオに連れていかれ、そのまま出演。嵐のメンバーや国分太一らと共演した。

- 2008年4月15日に放送した『ぴったんこカン・カン』において、ゲストの天海祐希が選んだ「天海祐希が推薦する芸人」リストに入っており、小猪木自身も天海祐希の大ファンらしい。

- 2008年9月11日、NHK『きよしとこの夜』の「ジャガー横田杯争奪ものまねプロレスネタスペシャルマッチ」のコーナーでジャイアント小馬場、東京ペールワンのチームで出場し優勝するも、優勝商品はジャガー横田のプロレス技というバラエティ番組らしいオチだった。後日談によるとジャガー横田のスリーパーホールドに小猪木が失神。そのシーンはカットされたらしい。

- 2011年12月29日、『とんねるずのみなさんのおかげでした』の「第2回細かすぎて伝わらないモノマネ紅白合戦」の混合戦にユリオカ超特Q（藤波辰爾）、ストロングスタイル・糸賀清和（蝶野正洋）、ガリットチュウ・福島善成（スタン・ハンセン）、山田カントリー・浅井優（ジャイアント馬場）、古賀シュウ（神取忍）と「昭和プロレスバトルロイヤル編」で出場。

- 2012年1月26日、USTREAMでの「アントニオ小猪木闘魂LIVE」という番組で総視聴者数2,500人越えという結果となり、番組史上最高の数字となった。

- FM白石『尻ミッターフジオのラジプリ』の「アントニオ小猪木の小元気ですか〜っ!?」にレギュラー出演している。

### 持ちネタ
- ザ・モンスターマンにとどめを刺すアントニオ猪木
- ドリー・ファンク・ジュニアにカンガルーキックを見舞うアントニオ猪木
- タイガー・ジェット・シンの腕を折るアントニオ猪木
- ラッシャー木村に延髄斬りをお見舞いするアントニオ猪木
- バッドニュース・アレンにエプロン越しのブレーンバスターを決めるアントニオ猪木
- 大木金太郎をバックドロップでしとめるアントニオ猪木
- ドリー・ファンク・ジュニアのダブルアーム・スープレックスをリバースで切り返すアントニオ猪木
- ディック・マードックにインディアン・デスロックを決めるアントニオ猪木
- アンドレ・ザ・ジャイアントをフォールするアントニオ猪木
- ラッシャー木村戦でセコンドのアニマル浜口に足を引っ張られ、リングアウト負けしてしまったアントニオ猪木
- カール・ゴッチにジャパニーズレッグロールクラッチホールドを決めるアントニオ猪木
- 1979年8月26日の「プロレス夢のオールスター戦」でのBI砲（ジャイアント馬場役の山田カントリー・浅井優と共演）

## 出演

### TV
バラエティ
- とんねるずのみなさんのおかげでした（フジテレビ）「博士と助手〜細かすぎて伝わらないモノマネ選手権〜」（第5 - 9回、第14回）
- 内村プロデュース（テレビ朝日、2005年）
- ひらめ筋GOLD（日本テレビ、2005年） - キックベースやハイパー騎馬戦のトーナメントに出場
- めちゃ²イケてるッ!（フジテレビ、2005年12月10日 - ） - 「シンクロナイズドテイスティング」などに出演
- 爆笑そっくりものまね紅白歌合戦スペシャル（フジテレビ、2005年12月27日 - 2006年4月11日）
- ザ・イロモネア（TBSテレビ、2006年1月2日・2007年1月3日・2008年1月3日） - アントキの猪木とコンビで新春特番に出演
- SASUKE（TBSテレビ）
- オールスター感謝祭（TBSテレビ）
- ハロー!モーニング。（テレビ東京、2006年1月8日）
- 海筋肉王 〜バイキング〜（フジテレビ、2006年10月3日） - 秋の芸人サバイバル戦バイキング芸能界最強王者決定トーナメントに出場
- 笑いの金メダル（テレビ朝日、2006年12月3日）
- 大笑点（日本テレビ、2006年1月1日・2007年1月1日・2008年1月1日） - 「サバイバル大喜利 笑点への道」に出演
- スカ☆J一番星（テレビ東京、2007年2月20日）
- くりぃむしちゅーのたりらリでイキます!!（日本テレビ、2007年3月15日） - 「くりぃむのおトモします!」でアントニオ猪木の接待役で出演
- ロンドンハーツ（テレビ朝日、2007年9月4日） - 「青木さやかドッキリ100連発」に出演　（2013年5月7日） - 「平成ノブシコブシの吉村崇をドッキリ」に出演
- ダウンタウンのガキの使いやあらへんで!!（日本テレビ、2007年12月31日） - 「絶対に笑ってはいけない病院24時」に仕掛け人として出演
- お笑いメリーゴーランド（TBSテレビ、2008年3月22日）
- Touch! eco 2008 明日のために…55の挑戦?スペシャル（日本テレビ、2008年6月8日） - プロレス発電隊の一員で出演
- アリケン（テレビ東京、2008年10月18日）
- ウチくる!?（フジテレビ、2010年5月2日、ゲストなだぎ武のコーナーに乱入）
- このへん!!トラベラー（テレビ東京、2010年6月14日、ケンドーコバヤシ、次長課長のコーナーに乱入）
- お願い!ランキング（テレビ朝日、2010年12月3日、「アントニオ猪木デビュー50周年!大興奮するプロレスの名シーンランキングが知りたい」のコーナーに春一番、アントキの猪木と出演）
- 志村&鶴瓶のあぶない交遊録（テレビ朝日、2011年1月2日、「英語禁止ボウリング」でアントニオ猪木、アントキの猪木と出演）
- 志村けんのバカ殿様（フジテレビ、2012年1月10日、「殿と優香姫」のだるまさんがころんだのコーナーに出演）
- 劇闘!?西口プロレス（日テレG+、2011年11月- ）レギュラー出演中
- 俺たちの新日本プロレス（FIGHTING TV サムライ、2013年4月1日、第一回放送の司会を務める。柴田惣一、金沢克彦と新日本プロレスの座談会）

ドラマ
- ビバ!山田バーバラ（テレビ朝日、2006年6月30日・7月7日） - 第1話 バーバラ(片瀬那奈)の交際相手役
- プロポーズ大作戦（フジテレビ、2007年6月18日） - 第10話 ハンバーガー店の客役
- オトメン（乙男）〜夏〜（フジテレビ 2009年9月12日） - 第6話 校医役

### インターネット
- カンニングの恋愛中毒（GyaO、第29回）「テレポンショッキング相方面接」に出演
- 溜池Now（GyaO、第30 - 32回）「第2回溜池天下一武道会」に出演
- FOOMOO（Ustream、2010年6月25日 - 26日、「乾杯ギネスチャレンジ」で26時間生放送に最初から最後まで出演。アントニオ猪木の掛け声で27,126人が同時乾杯。ギネス新記録を達成した。）
- AKIBA18エンタメTV（あっ!とおどろく放送局、2011年5月19日）
- アントニオ小猪木の朝から十時固め!!（鳥越アズーリFM、2020年10月 - ）

### CM
- 日産自動車「CUBE」
- 資生堂「uno」
- 西日本地区限定CM『サウンド・オブ・サンダー』
- マルマン電子パイポ『電子ですかっ!!電子であれば、どこでも吸える。』

### 映画
- 地獄プロレス（2005年3月）
- 喰いしん坊!-大食い開眼編-/-大食い苦闘編-（2007年8月）「そば匠 柳屋」の客役
- カジノ（2008年3月）

### 舞台
- 都市伝説康芳夫〜モハメド・アリに魅せられた国際暗黒プロデューサー（2022年11月、シアターブラッツ）- アントニオ猪木 役[1]